# Полін Дюкрю
Полін Грейс Магай Дюкрю (фр. Pauline Grace Maguy Ducruet; нар. 4 травня 1994, Монако) — членкиня князівського дому Гримальді, 12-а в черзі наслідування трона Монако, старша дочка принцеси Монако Стефанії Гримальді та Даніеля Дюкрю.

## Біографія
Полін народилася 1994 року в Центральному шпиталі принцеси Грейс у Монте-Карло . Її мати — Стефанія Грімальді, батько — Даніель Дюкрюе. Її дідусь — тринадцятий князь Монако Реньє III, бабуся — актриса Грейс Келлі. На момент народження Полін її батьки були одружені, провели церемонію одруження 1 липня 1995 рік. У неї є повнорідний старший брат Луї Дюкрюе, молодша зведена сестра Камілла Готтліб, старший зведений брат Мішель Дюкрюе.
Навчалася в початковій школі «École Primaire» в Ороне, Франція, протягом короткого часу в ліцеї «Французький ліцей Марії Кюрі в Цюриху», Коледжі Карла III у Монако. У 2011 році в ліцеї імені князя Альбера I Монакського Полін отримала ступінь бакалавра з літератури, у 2012—2015 роках навчалася в  Інститут Марангоні у Парижі за спеціальністю Дизайн, у 2015 році почала навчатися у Школі дизайну Парсонс у сфері дизайну моди .
У 2001 — 2002 роках Полін разом зі своїм братом, сестрою та мамою подорожувала Європою з цирком Франко Кні, Полін брала участь у циркових виставах зі слонами.
Полін у дитинстві серйозно займалася гімнастикою.
Полін відвідує різні заходи, цікавиться модою.
Полін Дюкрюе голова журі щорічного циркового фестивалю Нове Покоління (англ. New Generation) — це щорічне міжнародне циркове змагання для молодих артистів, яке проходить у рамках Міжнародного циркового фестивалю в Монте-Карло.
В 2014 Полін стала обличчям косметичного бренду Lancaster, представляючи цю марку в Азії.

## Спортивна кар'єра
Полін Дюкрюе є конкурентним стрибуном у воду, в 2010 році вона брала участь у Чемпіонаті світу зі стрибків у воду серед юніорів в Ахені, Німеччині, де представляла Монако, і в липні 2010 року в  Чемпіонат Європи з плавання серед юніорів в Гельсінкі, де зайняла 22 місце на триметровому трампліні та 19 місце на 1-метровому трампліні. У серпні 2010 року входила до складу  збірної Монако на Літніх юнацьких Олімпійських іграх у Сінгапурі.
Брала участь у Юніорському чемпіонаті Європи зі стрибків у воду 2008 року в Мінську, де посіла 22-е місце на триметровому трампліні.
Брала участь у Meeting international d'Eindhoven, де зайняла 6 місце на 1-метровому трампліні.
Брала участь у Зимовому юніорському чемпіонаті в Анже, Франція, де посіла 5-е місце на 1-метровому трампліні. Брала участь у Літньому юніорському чемпіонаті у Страсбурзі, Франція, де зайняла другі місця на одно- та триметрових трамплінах.
Брала участь у Літніх юнацьких Олімпійських іграх 2010 у Сінгапурі. Зайняла 12-е місце з тринадцяти на 3 метровому трампліні.
Брала участь у 18 FINA Junior Diving World Championships у вересні 2010 у Тусон, США, зайняла 21-е місце на 1 метровому трампліні та 29-е на триметровому трампліні.